# Ede Herczog
Ede Herczog (Pecsenyéd, Reino da Hungria, 1880-1959) foi um árbitro de futebol e treinador de futebol húngaro. Foi treinador da Seleção Húngara de 1911 até 1914.